# Continental Foods
Continental Foods war ein Lebensmittelhersteller, der 2013 entstand, als das Investmentunternehmen CVC Capital Partners das Europageschäft von Campbell’s übernahm. Das Unternehmen ist in Belgien, Finnland, Frankreich, Deutschland und Schweden präsent. 2019 wurde das Unternehmen von The GB Foods übernommen.

## Produktionsstandorte

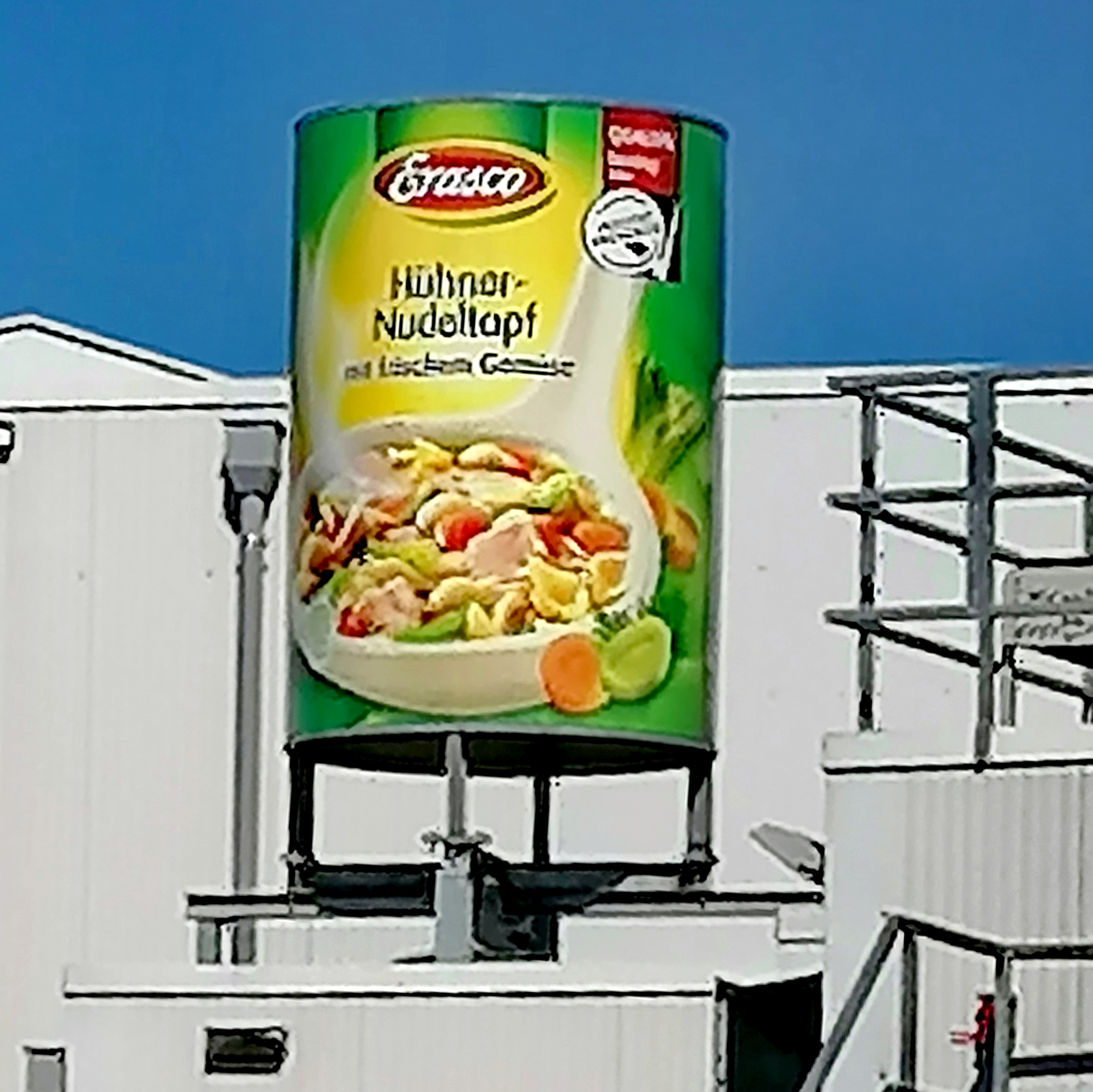
Werbeträger am lübeckischen Werk

Continental Foods unterhielt drei Produktionsstandorte: einen im französischen Le Pontet, einen im belgischen Puurs und eine Produktionsstätte in Lübeck.

## Marken
Die bekanntesten Marken waren:
- Erasco (Deutschland)
- Heisse Tasse (Deutschland)
- Lacroix (Deutschland)
- Lenas Küche (Deutschland)
- Raguletto (Deutschland)
- V8-Gemüsesaft (Deutschland)
- Blå Band (Finnland und Schweden)
- Devos Lemmens (Belgien)
- Liebig (Frankreich)